# ULAS J131911.29+095051.4
 (janvier 2023).
ULAS J131911.29+095051.4, abrégée en ULAS J1319+0950, est un quasar lumineux dans les proches infrarouges, découvert le 1er octobre 2009 par une équipe d'astronomes britanniques à l'aide du télescope infrarouge du Royaume-Uni, aussi nommé le UKIRT. Cet instrument à permis de mesuré un décalage vers le rouge de 6.127 ± 0.004, ce qui équivaut à une distance de ~8,4 milliards d'a.l. (~2,57 milliards de pc) de nous, vue depuis la Terre, il apparaît dans la constellation de la Vierge, à gauche de l'étoile géante Vindemiatrix.

## Désignation
Sa désignation ULAS J131911.29+095051.4 vient de son identification par l'UKIRT durant la campagne de l'UKIDSS. Tous les astres découverts ou observés par l'UKIRT reçoivent une désignation selon la forme ULAS J - - - - - - . - - + - - - - - - . -. Ce relevé découvre principalement des naines rouges, naines brunes, étoiles naines, galaxies très lointaines et les quasars similaires à ULAS J1342+0928 ou ULAS J1120+0621.

## Luminosité
Le relevé UKIDSS mesure une magnitude apparente dans les bandes J et K de 19.10 ± 0.03, ce qui, corrélé avec la distance, donne une magnitude absolue de -27.12 et une luminosité brute de 5,5 x 1013 L☉. Une telle luminosité fait que ULAS J1319+0950 est 550 fois plus lumineux que toutes les étoiles de la Voie lactée réunies.

## Structure galactique
Une observation faite avec le Atacama Large Millimeter/Submillimeter Array dans la raie d'émission C II a montré que ULAS J1319+0950 contient une grande structure gazeuse qui voyage à grande vitesse à ses abords. Les scientifiques pensent que cette structure gazeuse voyage à 427 ± 55 km/s et qu'elle mesure 3,2 Kpc. Elle a une masse de 13.4+7.8
−5.3 x 1010 M☉.

## Trou noir
Une observation du grand réseau d'antennes millimétrique/submillimétrique de l'Atacama ont montré que le trou noir hôte de ULAS J1319+0950 a une masse de ~2.68 milliards de M☉, ce qui est bien important que la valeur attendue pour un quasar de l'ère de réionisation, ainsi que celle prédite pour un modèle de corrélation entre la masse du bulbe galactique et la masse du trou noir.